# Danski red slobodnih zidara
Danski red slobodnih zidara (dans. Den Danske Frimurerorden), skraćeno DDFo, je regularna slobodnozidarska velika loža u Danskoj. Osnovan je 1858. godine. Najstarija masonska loža u Danskom redu, osnovana 1745., postoji i danas.
Tri danska kralja bili su veliki majstori Danskoga reda. Smatra se da nekoliko okolnosti ukazuje na to da je kralj Fridrik V. primljen u masonsku ložu 1744., ali za to nema pouzdanih dokaza. S druge strane, dokumentirano je da je npr. Kristijan X. bio je član, kako je to javno pokazao. Pretposljednji danski kralj, Fridrik IX., nije želio biti član pa je vođenje Danskog reda nakon smrti njegova oca preuzeo njegov stric.

## Povijest
Slobodno zidarstvo je stiglo u Dansku kada se pet slobodnozidarskih majstora sastalo u Kopenhagenu 11. studenog 1743. godine i osnovalo masonsku ložu koja će kasnije biti nazvana "Sv. Martin". Sljedeće godine dio njenih članova ju je napustio i osnovao drugu ložu, Ložu "Zorobabel i Frederik okrunjenoj nadi" (Zorobabel og Frederik til det kronede Haab), koja je dobila pravila od Velike lože u Londonu 1745. godine.
U ranim godinama, lože su radile njemačku varijantu masonskog obreda koji su se koristili u Engleskoj. Godine 1765. dansko slobodno zidarstvo pridružilo se kršćanskom obredu visokog stupnja pod nazivom Strožije opsluživanja pod njemačkim vodstvom. Obred strožeg opsluživanja doživio je veliku reviziju 1782. godine i postao je poznat kao Ispravljeni obred.
Princ Karlo Hessenski iniciran je 1775. godine u slobodno zidarstvo te je bio nadređen danskom slobodnom zidarstvu od svoje inicijacije do svoje smrti 1836. godine. Od 1765. do 1792. godine, međutim, dansko slobodno zidarstvo bilo je tehnički podređeno vodstvu u Njemačkoj. Princa Karla je kao danskog velikog majstora naslijedio princ Kristijan Fridrik koji će tri godine kasnije, 1839. godine, naslijediti dansku krunu kao kralj Kristijan VIII. Bio je veliki majstor do svoje smrti 1848. godine, a naslijedio ga je njegov sin, kralj Fridrik VII.
Godine 1852. kralj Fridrik VII. je odobrio da nova Loža "Kosmos" u Helsingøru može početi s radom prema Švedskom obredu. To se dogodilo 1853. godine, a iste je godine je kralj osnovao i privremenu Veliku ložu Danske sa zadatkom da pripremi prijelaz na rad Švedskog obreda u svim danskim ložama. Dana 6. siječnja 1855. godine dogodio se formalni pomak na posebnom sastanku Velike lože u Kopenhagenu. Također, 1855. godine je osnovanA u Helsingøru i prva danska loža koja radi na stupnjevima sv. Andrije pod nazivom "Cubus Frederici Septimi". Ova loža se dvije godine kasnije preselila u Kopenhagen.
Dana 16. studenoga 1858. godine, prava Velika loža Danske, odnosno Danski red slobodnih zidara, konstituiran je prema temeljnim pravilima Švedskog obreda, i stoga je rad u stupnjevima kapitela Švedskog obreda mogao započeti. Prijelaz je završen 22. ožujka 1862. godine kada je kralj Fridrik VII. imenovao prve vitezove i zapovjednike Crvenog križa u Danskoj.
Godine 1855. postojale su samo tri aktivne lože sv. Ivana, ali u sljedećem stoljeću došlo je do značajnog rasta slobodnog zidarstva u Danskoj s novim ložama koje su se pojavljivale diljem zemlje, dok je jedna loža sv. Ivana u Kopenhagenu rasla da bi se nekoliko puta podijelila. Prosperitet je bio potaknut velikim interesom kraljevskih velikih majstora, kralja Fridrika VIII. i njegovih sinova, kralja Kristijan X. i princa Haralda, koji su jedan za drugim vodili Danski red slobodnih zidara od 1872. do 1949. godine.
Pod pokroviteljstvom Danskog reda uspostavljen je 1951. godine Islandski red slobodnih zidara.
Tijekom 20. stoljeća osnovan je niz neregularnih loža. Godine 1959. Danski red slobodnih zidara sklopio je sporazum s Savezom Ivanovskih loža koja se sastoji od tri lože koje rade prema Schröderovom obredu. Godine 1961. Danski red je sklopio je još jedan ugovor, i to s Danskim cehom starih, slobodnih i prihvaćenih zidara koji rade prva tri stupnja prema Emulacijskom obredu koje je odobrila Ujedinjena velika loža Engleske (UGLE). Udruga i Ceh ne zahtijevaju da njihovi članovi ispovijedaju kršćanstvo. Međutim, ako je majstor ovih loža kršćanin, može se pridružiti loži Svetog Andrije i, naknadno, ogranku Danskog reda slobodnih zidara.

## Ustroj
Sjedište Danskog reda slobodnih zidara je u Kopenhagenu.

### Lože
Struktura Danskog reda na razini plave lože uključuje sljedeće:
- 45 loža koje rade na stupnjevima sv. Ivana Švedskog obreda, tj. plave lože, kao i 8 instrukcijskih loža te jednu istraživačku ložu;
- Savez Ivanovskih loža;[3]
- Danski ceh starih, slobodnih i prihvaćenih zidara.[4]

U 2024. godini Danski red ima 45 loža pod svojom zaštitom, i to devet u Kopenhagenu te po jedna u Aabenraau, Aalborgu, Aarhusu, Brønderslevu, Esbjergu, Fredericiji, Frederikshavnu, Haderslevu, Helsingøru, Herningu, Hillerødu, Hjørringu, Holbæku, Holstebrou, Horsensu, Kalundborgu, Køgeu, Koldingu, Middelfartu, Næstvedu, Nykøbing Falsteru, Nykøbing Morsu, Odenseu, Randersu, Rønneu, Roskildeu, Silkeborgu, Skiveu, Skjernu, Slagelseu, Sønderborgu, Svendborgu, Thistedu, Tønderu, Vejleu, Viborgu:
- Loža "Zorobabel i Frederik okrunjenoj nadi" (Sankt Johanneslogen Zorobabel og Frederik til det kronede Haab) br. 501, Kopenhagen[5] – nosi naziv po Zorobabelu, vođi židovskoga naroda u 6. stoljeću pr. Kr.
- Loža "Marija s tri srca" (Sankt Johanneslogen Maria til de tre Hjerter) br. 502, Odense[6] – nosi naziv po kraljici Mariji, supruzi Fridrika VI. kao i kćerci princa Karla Hessenskog, vođe danskih slobodnih zidara.
- Loža "Svemir" (Sankt Johanneslogen Kosmos) br. 503, Helsingør[7] – nosi naziv po Svemiru.
- Loža "Cimbri" (Sankt Johanneslogen Cimbria) br. 504, Aalborg[8] – nosi naziv po Cimbrima, germanskom plemenu naseljenom u antičko doba u sjevernom dijelu Jyllanda.
- Loža "Sv. Klement" (Sankt Johanneslogen St. Clemens) br. 506, Aarhus[9] – nosi naziv po papi Klementu I., svetcu zaštitniku Aarhusa.
- Loža "Sv. Juraj" (Sankt Johanneslogen St. Jørgen) br. 523, Kolding[10] – nosi naziv po Svetom Juraju.
- Loža "Kristijan" (Sankt Johanneslogen Christian) br. 507, Kopenhagen[11][12] – nosi naziv po kralju Kristijanu IX.
- Loža "Sjevernjača" (Sankt Johanneslogen Nordstjernen) br. 508, Kopenhagen[13] – nosi naziv po zvijezdi Sjevernjači.
- Loža "Dagmar" (Sankt Johanneslogen Dagmar) br. 509, Nykøbing Falster[14] – nosi naziv po princezi Dagmar, kćerci kralja Kristijana IX. i supruzi ruskog cara Aleksandra III.
- Loža "Sv. Lovro" (Sankt Johanneslogen St. Laurentius) br. 530, Roskilde[15] – nosi naziv po Svetom Lovri.
- Loža "Latomia" (Sankt Johanneslogen Latomia) br. 529, Svendborg[16]
- Loža "Harald i kamen s runama" (Sankt Johanneslogen Harald til Runestenen) br. 527, Vejle[17] – nosi naziv po kralju Haraldu Modrozubom i njegovim Jellinškim runama.
- Loža "Sveti Martin" (Sankt Johanneslogen St. Martin) br. 510, Randers[18] – nosi naziv po Svetom Martinu.
- Loža "Jošua i tri mosta" (Sankt Johanneslogen Josva til de tre Broer) br. 513, Haderslev[19] – nosi naziv po Jošui Nunovom.
- Loža "Čvrsta tvrđava kod Alssunda" (Sankt Johanneslogen Den faste Borg ved Alssund) br. 514, Sønderborg[20] – nosi naziv po Alssundu, tjesnacu između otoka Als i kopna Jyllanda.
- Loža "Dva ključa" (Sankt Johanneslogen De to Nøgler) br. 528, Næstved[21] – nosi naziv po dva ključa na grbu Næstveda.
- Loža "Bratstvo" (Sankt Johanneslogen Fraternitas) br. 538, Fredericia[22]
- Loža "Sveti Nikola" (Sankt Johanneslogen St. Nicolaus) br. 515, Aabenraa[23] – nosi naziv po Svetom Nikoli.
- Loža "Absalon" (Sankt Johanneslogen Absalon) br. 511, Kopenhagen[24] – nosi naziv po Absalonu, državniku i prelatu Katoličke crkve iz 12. stoljeća.
- Loža "Egin" (Sankt Johanneslogen Egin) br. 516, Rønne[25] – nosi naziv po biskupu Eginu u južnoj Švedskoj iz 11. stoljeća.
- Loža "Sveti Mihael" (Sankt Johanneslogen St. Michael) br. 516, Slagelse[26] – nosi naziv po Svetom Mihaelu.
- Loža "Sveta Gertruda" (Sankt Johanneslogen St. Gertrud) br. 536, Køge[27] – nosi naziv po Svetoj Gertrudi.
- Loža "Sveti Lucije" (Sankt Johanneslogen St. Lucius) br. 534, Holbæk[28] – nosi naziv po papi Luciju I.
- Loža "Esbern Snare" (Sankt Johanneslogen Esbern Snare) br. 525, Kalundborg[29] – nosi naziv po Esbernu Snareu, poglavaru i križaru iz 12. stoljeća.
- Loža "Hardia" (Sankt Johanneslogen Hardia) br. 524, Herning[30]
- Loža "Devet ujedinjenih srca" (Sankt Johanneslogen De ni forenede Hjerter) br. 519, Horsens[31][32]
- Loža "Excelsior" (Sankt Johanneslogen Excelsior) br. 521, Esbjerg[33]
- Loža "Hafnia" (Sankt Johanneslogen Hafnia) br. 522, Kopenhagen[34] – nosi naziv po latinskom nazivu za Kopenhagen.
- Loža "Sigurna dolina" (Sankt Johanneslogen Tuta Vallis) br. 520, Holstebro[35]
- Loža "Fridrik VII." (Sankt Johanneslogen Frederik VII) br. 537, Hillerød[36] – nosi naziv po kralju Fridriku VII., prvom velikom majstoru Danskog reda.
- Loža "Castrum Fratrum" (Sankt Johanneslogen Castrum Fratrum) br. 541, Middelfart[37] – nosi naziv po latinskom izrazu što u prijevodu znači "Tabor braće".
- Loža "Zlatna kruna na sidru" (Sankt Johanneslogen Den gyldne Krone til Ankeret) br. 526, Frederikshavn[38] – nosi naziv po sidru i zlatnoj kruni na grbu Frederikshavna.
- Loža "Rosenborg" (Sankt Johanneslogen Rosenborg) br. 531, Kopenhagen[39] – nosi naziv po renesansnom dvorcu Rosenborg u Kopenhagenu. Rosenborg u prijevodu znači Dvorac ruža.
- Loža "Danska zastava" (Sankt Johanneslogen Dannebrog) br. 532, Kopenhagen[40] – nosi naziv po zastavi Danske.
- Loža "Postanak" (Sankt Johanneslogen Genesis) br. 533, Kopenhagen[41] – nosi naziv po Knjizi Postanka.
- Loža "Veritas" (Sankt Johanneslogen Veritas) br. 535, Kopenhagen[42] – nosi naziv po latinskoj riječi što u prijevodu znači "istina".
- Loža "Friederich Münter" (Sankt Johannes-forskningslogen Friederich Münter) br. 1, Kopenhagen[43] – istraživačka loža nosi naziv po učenjaku, teologu i masonu Friederichu Münteru.
- Loža "Mitra" (Sankt Johanneslogen Mitra) br. 539, Silkeborg[44] – nosi naziv po Mitri, liturgijskoj kapi.
- Loža "Sveti Teodgar" (Sankt Johanneslogen St. Thøger) br. 540, Thisted[45] – nosi naziv po Teodgaru iz Vesterviga, misionar iz Tiringije koji je radio u Jyllandu.
- Loža "Fiat Lux" (Sankt Johanneslogen Fiat Lux) br. 542, Nykøbing Mors[46] – nosi naziv po latinskom izrazu iz Knjige Postanka što u prijevodu znači "Neka bude svjetlost".
- Loža "Sveti Knut" (Sankt Johanneslogen St. Knud) br. 543, Hjørring[47] – nosi naziv po kralju Knutu IV. Svetom.
- Loža "Jylland" (Sankt Johanneslogen Jutlandia) br. 544, Viborg[48] – nosi naziv po poluotoku Jyllandu.
- Loža "Dva zlatna roga" (Sankt Johanneslogen De to Guldhorn) br. 545, Tønder[49] – nosi naziv po zlatnim rogovima iz Gallehusa, artefaktu iz 5. stoljeća prinađenim u Danskoj.
- Loža "Konkordija" (Sankt Johanneslogen Concordia) br. 546, Skjern[50] – nosi naziv po Konkordiji, božici sporazuma u rimskoj mitologiji.
- Loža "Lux Vera" (Sankt Johanneslogen Lux Vera) br. 547, Brønderslev[51] – nosi naziv po latinskoj krilatici što u prijevodu znači "Svjetlo istinsko".
- Loža "Krug" (Sankt Johanneslogen Cirklen) br. 548, Skive[52] – nosi naziv po krugu.

Savez Ivanovskih loža (dans. Johanneslogeforbundet) je savez danskih loža koje je osnovala Velika loža Hamburga i koje su se kao takve priključile Danskom redu 1959. godine. Savez vodi savezni majstor (Forbundsmester) i povezuje tri lože, dvije u Kopenhagenu i jedna u Aarhusu:
- Loža "Kristijan do Palme" (Johanneslogen Christian til Palmetræet) br. 703, Kopenhagen[54][55][56] – osnovana je 1900. godine pod zaštitom Velike lože Hamburga.
- Loža "Stare dužnosti" (Johanneslogen De Gamle Pligter) br. 701, Kopenhagen[57][58][59] – osnovana je 1921. godine kao loža br. 57 pod zaštitom Velike lože Hamburga.
- Loža "Stablo svjetova" (Johanneslogen Ygdrasil) br. 702, Aarhus[60][61] – nosi naziv po Yggdrasilu, stablu u nordijskoj mitologiji; osnovana je 1922. godine kao loža br. 58 pod zaštitom Velike lože Hamburga.

Danski ceh starih, slobodnih i prihvaćenih zidara (dans. Det Danske Frimurerlaug af Gamle Frie & Antagne Murere) je savez danskih loža osnovan 1922. godine i koji su se kao takav priključio Danskom redu 1961. godine. Savez vodi cehovski majstor (Laugsmester) te početkom 2024. godine povezuje 37 loža.

### Uprava
Danskim redom slobodnih zidara upravlja veliki majstor (dans. Stormester) koji se bira na četverogodišnje razdoblje. Naslov veliki majstor se koristi od 1975. godine, a prije toga su imali naslov Salomonov vikar (lat. Salomo Vicarius).  Dosadašnji veliki majstori su:
1. kralj Fridrik VII. (1858. – 1863.)
2. Cosmus Bræstrup (1864. – 1870.)
3. Jens Peter Trap (1870. – 1871.)
4. kralj Fridrik VIII. (1871. – 1912.)
5. kralj Kristijan X. (1912. – 1947.)
6. princ Harald (1947. – 1949.) – sin kralja Fridrika VIII.
7. Frode Rydgaard (1949. – 1973.)
8. Erik Kay-Hansen (1973. – 1988.)
9. Erik Fristrup Qvist (1988. – 1997.)
10. Læge Børge Clausen (1997. – 2005.)
11. Hans Martin Jepsen (2005. – 2013.)
12. Walter Schwartz (2013. – 2024.)[64]
13. Peter Olesen Dahl (od 2024.)

Danski red uključuje grofa Christiana Conrada Danneskiold-Laurviga, baruna Karla Gotthelf von Hunda, feldmaršala Ferdinanda od Braunschweig-Wolfenbüttela, princa Karla Hessenskog i kralja Kristijana VIII. kao voditelje danskih slobodnih zidara od 1749. do 1848. godine. Budući da je Danski red osnovan tek 1858. godine ovih pet osoba ne moraju nužno biti veliki majstori Danskog reda.
Danski red nema upravni odbor, niti se održava skupština. Velikog majstora se ne bira demokratski, već ga bira povjerenstvo čije članove uglavnom imenuju bivši veliki majstori.

### Međunarodna suradnja
Danski red sudjeluje u radu Svjetske konferencije regularnih masonskih velikih loža. Također, potpisao je povelje o prijateljstvu i međusobnom priznavanju s preko 120 regularnih velikih loža.

### Obredi
Velika loža upravlja simboličkim stupnjevima plave lože (učenik, pomoćnik i majstor) i delegira upravljanje visokim stupnjevima na dodatna tijela i redove. Obredi koji se rade u plavoj loži su:
- Švedski obred je povijesni obred Danskog reda kao i izvorni obred svih loža.
- Schröderov obred rade sve lože u Savezu Ivanovskih loža (prva tri stupnja).[53]
- Emulacijski obred rade sve lože Danskog ceha starih, slobodnih i prihvaćenih zidara (prva tri stupnja).

## Pridružena tijela i redovi
Uobičajno je da upravljanje visokim stupnjevima svaka velika loža provodi kroz pridružena tijela i redove od kojih svaki predstavlja jedan obred a na temelju potpisanih konkordata. Međutim upravljanje visokim stupnjevima u Švedskom obredu provodi "velika loža" odnosno sam Red.

### Švedski obred
Struktura Danskog reda u visokim stupnjevima Švedskog obreda uključuje sljedeće:
- 10 loža koje rade na stupnjevima sv. Andrije (od 4. do 6. stupnja), i to pet u Kopenhagenu te po jedna u Odensi, Aarhusu, Aalborgu, Koldingu i Herningu:
  - Andrijevska loža "Kocka Fridrika VII." (Sankt Andreaslogen Cubus Frederici Septimi) br. 401, Kopenhagen[65] – nosi naziv po kralju Fridriku VII.
  - Andrijevska loža "Louise" (Sankt Andreaslogen Louise) br. 402, Odense[66] – nosi naziv po kraljici Louisi, supruzi Fridrika VII.
  - Andrijevska loža "Četiri ruže" (Sankt Andreaslogen De Fire Roser) br. 403, Aarhus[67]
  - Andrijevska loža "Kocka Kristijana X." (Sankt Andreaslogen Cubus Christiani Decimi), br. 404 Kopenhagen[68] – nosi naziv po kralju Kristijanu X.
  - Andrijevska loža "Četiri stupa" (Sankt Andreaslogen De fire søjler) br. 407, Aalborg[69]
  - Andrijevska loža "Kocka Fridrika VIII." (Sankt Andreaslogen Cubus Frederici Octavi) br. 408, Kopenhagen[70] – nosi naziv po kralju Fridriku VIII.
  - Andrijevska loža "Doroteja do krune" (Sankt Andreaslogen Dorothea ad coronam) br. 409, Kolding[71]
  - Andrijevska loža "Kocka Kristijana VIII." (Sankt Andreaslogen Cubus Christiani Octavi) br. 410, Kopenhagen[72] – nosi naziv po kralju Kristijanu VIII., ocu Fridrika VII.
  - Andrijevska loža "Istiniti slučaj kocke" (Sankt Andreaslogen Cubus Causa Vera) br. 411, Kopenhagen[73]
  - Andrijevska loža "Kruna svjetlosti" (Sankt Andreaslogen Kronen til Lyset) br. 412, Herning[74]
- 15 instrukcijskih loža za stupnjeve sv. Andrije, i to u Hjørringu, Horsensu, Silkeborgu, Thistedu, Holbæku, Holstebrou, Rønneu, Sønderborgu, Vejleu, Frederikshavnu, Næstvedu, Slagelseu, Esbjergu, Randersu i Nykøbing Falsteru;
- tri kapitela (za stupnjeve od 7. do 10.), i to u Kopenhagenu, Aarhusu i Odenseu:
  - Danska velika nacionalna loža (Den Danske Store Landsloge) br. 100, Kopenhagen[75]
  - Pokrajinska loža u Odenseu (Provinsiallogen i Odense) br. 200, Odense[76]
  - Pokrajinska loža u Aarhusu (Provinsiallogen i Aarhus) br. 300, Aarhus[77]
- tri podvorničke lože za kapitel, u Haderslevu, Aalborgu, Rønneu:
  - Podvornička loža "Križ i lavovi" (Stewardlogen Korset og Løverne), Haderslev[78]
  - Podvornička loža "Sedam zvijezda" (Stewardlogen Syvstjernen), Aalborg[79]
  - Podvornička loža "Solomonova kapela" (Stewardlogen Salomos Kapel), Rønne[80]
- četiri instrukcijske lože za kapitel, i to u Faaborgu, Viborgu, Slagelseu i Nykøbing Falsteru.

## Vanjske poveznice
- Službena stranica
- Loža Kozmopoliten, Kopenhagen